# Scotopteryx sartata
Scotopteryx sartata là một loài bướm đêm trong họ Geometridae.